# Sandwich bologna
Bologna sandwich là một loại bánh sandwich phổ biến ở Hoa Kỳ và Canada. Món ăn cũng được biết đến với cái tên Baloney sandwich, bắt nguồn từ món truyền thống xúc xích bologna xắt lát kẹp giữa hai lát bánh mì trắng cùng với gia vị, như mayonnaise, mù tạt, hoặc sốt cà chua. Bologna sandwich có nhiều biến tấu khác nhau, kể cả kiểu chiên thịt đầu tiên và thêm các món ăn kèm như pho mát cắt lát, dưa chuột muối, cà chua, và củ hành. Đó là một sự lựa chọn khá phổ biến; Oscar Mayer báo cáo rằng  2.19 tỷ bánh mì được làm từ thương hiệu Balogna mỗi năm.
Bologna sandwich có rất nhiều chất béo bão hòa (thậm chí nhiều hơn thế nếu thêm pho mát) và chất sodium.
Bologna sandwich chiên hay không chiên, đã được nâng lên đến một tầm đặc biệt ở vùng Trung Tây, núi Appalachia, và phía Nam. Đó là món sandwich phục vụ ở quầy ăn trưa của các cửa hàng gia đình nơi được bao quanh bởi Great Smoky Mountains, và bánh mì bologna rán có thể được tìm thấy trên thực đơn của các nhà hàng ở phía Nam. Phiên bản chiên cũng tương tự như vậy đôi khi được bán nhượng bộ ở sân vận động, giống như Cincinnati Reds. Ở Pittsburgh, Pennsylvania, nó được gọi là "jumbo sammich".